# Zur Heiligsten Dreifaltigkeit (Gutenberg an der Gennach)

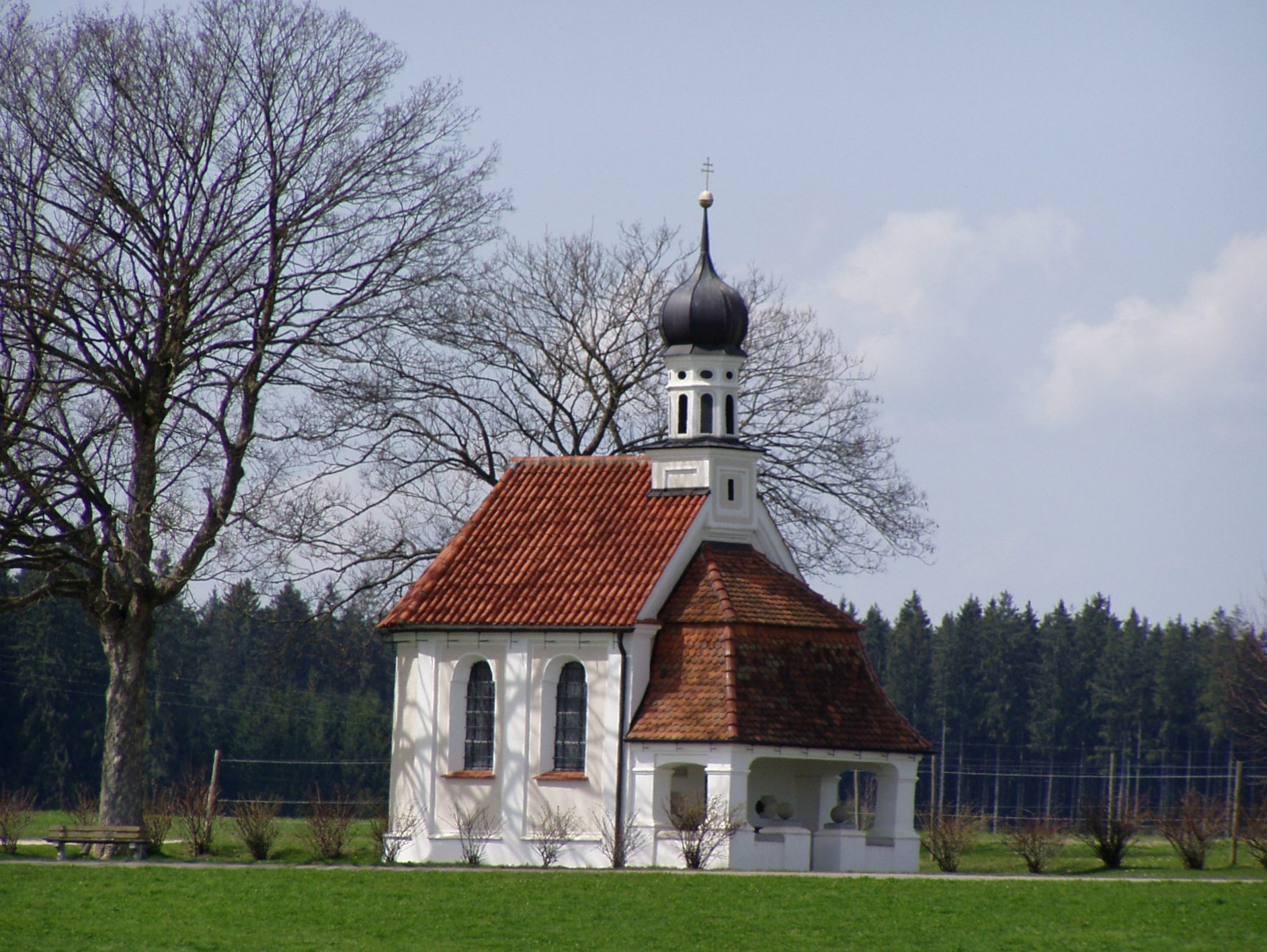
Zur Heiligsten Dreifaltigkeit in Gutenberg an der Gennach

Die römisch-katholische Kapelle Zur Heiligsten Dreifaltigkeit steht südwestlich des Ortes Gutenberg an der Gennach im freien Feld an der Straße nach Untergermaringen. Das denkmalgeschützte Bauwerk ist in der Liste der Baudenkmäler in Oberostendorf unter der Nr. D-7-77-155-18 eingetragen.

## Beschreibung
Die vom damaligen Müller 1634 im Angesicht des Todes versprochene Kapelle wurde erst von einem seiner Nachfolger 1704 errichtet. Sie besteht aus einem Langhaus, das im Westen halbrund abgeschlossen ist, und einem quadratischen Dachturm, der sich im Westen aus dem Satteldach erhebt, dessen achteckiges Obergeschoss mit einer Zwiebelhaube bedeckt ist, und einer offenen Vorhalle, die zum Schutz des Portals dem Langhaus 1791 im Osten angefügt wurde. Die Fresken und der an die Wand gemalte illusionistische Altar im Innenraum stammen aus der zweiten Hälfte des 18. Jahrhunderts.